# Axel Rydin
Axel Valentin Rydin (Linköping, 14 de febrer de 1887 - Norrköping, 31 de maig de 1971) va ser un regatista suec que va competir a començaments del segle xx.
El 1920 va prendre part en els Jocs Olímpics d'Anvers, on va guanyar la medalla d'or en la categoria de 40 m² del programa de vela. Rydin navegà a bord del Sif junt a Tore Holm, Yngve Holm i Georg Tengwall.